# Erkki Huttunen
Erkki Huttunen (né le 18 mai 1901 à Alavus, décédé le 17 novembre 1956 à Helsinki) est un architecte représentant le Fonctionnalisme.

## Biographie
Erkki Huttunen étudie au lycée finnois d'Helsinki et obtient son baccalauréat en 1921.
Il étudie ensuite à l'Université technologique d'Helsinki et obtient son diplôme d'architecte le 17 décembre 1927.
En même temps que ses études à TKK, il étudie aussi le dessin et la peinture.
Il travaille aussi comme illustrateur et caricaturiste pour de nombreux quotidiens.
Erkki Huttunen fait des voyages d'étude dans de nombreux pays européens, par exemple en Italie, en France, en Grèce, en Grande-Bretagne et aux États-Unis.
En janvier 1928, il est recruté comme dessinateur pour le service de la construction de la SOK.
Le chef du département était à cette époque l'architecte Valde Aulanko.
Les premières œuvres d'Erkki Huttunen ont encore un style classique, c'est le cas par exemple du moulin de Toppila à Oulu conçu en 1928.
En 1930, les immeubles de bureaux des moulins de Rauma et de Viipuri sont déjà clairement représentatifs du style fonctionnaliste.
De 1939 à 1941, Erkki Huttunen est nommé directeur du département de la construction de la SOK et en 1943, il est nommé directeur général de la construction.
Les tâches administratives de directeur général prennent une grande partie de son temps de travail.
Il a également son propre bureau d'architecte de 1931 à 1956.
Sa fonction de directeur général prend fin en 1953, quand il est remplacé par l'architecte Jussi Lappi-Seppälä.

## Ouvrages principaux
Erkki Huttunen a conçu de très nombreux bâtiments publics ou d'entreprises dans toute la Finlande.
Il a participé à de nombreux concours d'architectes comme la Mairie de Kotka ou l'église de Nakkila.
Ses ouvrages les plus connus sont les bâtiments fonctionnalistes de la SOK à Rauma, Kotka, Joensuu, Oulu et Vaasa et les moulins d'Oulu, Nokia et de Viipuri.
Parmi ses grands ouvrages on peut citer l'usine d'Alko à Rajamäki, la Mairie et la pharmacie de Lauritsala.
| Bâtiment                                             | Ville                   | Image | Construction |
| ---------------------------------------------------- | ----------------------- | ----- | ------------ |
| Sokos 9, rue Mannerheimintie                         | Helsinki                |       | 1938-1952    |
| Moulin de la SOK à Toppila                           | Oulu.                   |       | 1928-1929    |
| Immeuble de la SOK 47 rue Kansankatu                 | Oulu                    |       | 1937–1938    |
| Moulin                                               | Viipuri                 |       | 1930–1932    |
| Immeuble d'Ousaari Oy Nuottasaarenkatu               | Oulu                    |       | 1949         |
| Immeuble Nuottala                                    | Oulu                    |       |              |
| Mairie de Kotka                                      | Kotka                   |       | 1931–1934    |
| Église de Rajamäki                                   | Nurmijärvi              |       | 1937-1938    |
| Église de Nakkila                                    | Nakkila                 |       | 1935–1937    |
| Magasin de Haapajärvi                                | Haapajärvi              |       | 1928         |
| Bureau de la SOK                                     | Rauma                   |       | 1930–1931    |
| Raumanlinna (fi)                                     | Rauma                   |       | 1933         |
| Usines de Rajamäki (fi)                              | Nurmijärvi              |       | 1933–1939    |
| Immeuble commercial                                  | Lauritsala Lappeenranta |       | 1935–1936    |
| Maison d'Erkki Huttunen                              | Nuuksio, Espoo          |       | 1937-1938    |
| Centre de recherche agroalimentaire de Finlande (fi) | Jokiniemi, Vantaa       |       | 1938         |
| Maison nationale des Lives                           | Mazirbe (fi) Lettonie   |       | 1937–1939    |
| Distillerie d'Altia                                  | Koskenkorva Ilmajoki    |       | 1939         |

## Prix et récompenses
En 1937, Erkki Huttunen reçoit la médaille d'or de l'Exposition universelle de 1937 à Paris.